# Baldassarre Biassa
Baldassarre Biassa (La Spezia, XV secolo – La Spezia, 1531) è stato un ammiraglio italiano.

## Biografia
Figlio di Antonio e di Astigiana de Franchi, fratello minore di Oderico e di Gaspare, milita nella marina genovese e pontificia.
Insieme al fratello è protagonista dell'insurrezione genovese del 1477 contro il dominio degli Sforza cacciando dalla Spezia le truppe milanesi e occupando le fortezze cittadine. Nello stesso anno è posto alla guida del Vicariato cittadino.

Legato politicamente ai Fregoso ne segue le vicende conseguenti alla loro espulsione da Genova nel 1487 ad opera di Lodovico il Moro e della fazione degli Adorno.
Sostiene il cardinale Giuliano della Rovere nella sua lotta contro il Papa Alessandro VI e nel 1494 con una sua galea lo porta in salvo da Ostia a Genova.
Divenuto pontefice nel 1503, Giulio II lo invia in Romagna con Obizzo Alidosi con l'incarico di ricondurre al dominio pontificio quei territori insidiati dalla Repubblica di Venezia.

Nonostante l'insuccesso dell'iniziativa diplomatica, il Papa lo pone al comando della flotta pontificiasulla quale egli faceva molto assegnamento nel quadro dei suoi vasti progetti politici.
Baldassarre si rende conto della inferiorità numerica della flotta papale, soprattutto in relazione alle necessità di difesa dalle continue incursioni barbaresche nel Tirreno , e convince Giulio II a ordinare la costruzione di nuove galee che vengono approntate nel 1510 nei cantieri di Ancona.
Nella primavera dello stesso anno muove con la propria flotta e con quella veneziana contro Genova nell'intento di liberarla dalla dominazione francese. Occupate Chiavari, Rapallo e Sestri, pone assedio dal mare alla città confidando in un'insurrezione, ma viene sconfitto dalle navi francesi e deve riparare all'Elba e fare ritorno a Civitavecchia.
Negli anni successivi limita si dedica alla sorveglianza delle coste pontificie contro le incursioni saracene. 

Nel 1512, dopo la battaglia di Ravenna, è convocato sulla riviera adriatica per sottrarre Giulio II alla possibile cattura da parte dei francesi; per le mutate condizioni politiche il progetto è poi abbandonato.
Rimane al servizio di papa Giulio II fino alla sua morte, avvenuta nel 1513. Il successore Leone X nello stesso anno lo sostituisce al comando della marina papale con il fiorentino Paolo Vettori.
Ritiratosi alla Spezia vi muore nel 1531. 
È sepolto nella Chiesa di Santa Maria Assunta in un sarcofago di marmo con la prima moglie Francesca Malaspina dei marchesi di Mulazzo. 

Gli stemmi di famiglia della tomba, come tanti altri, sono stati scalpellati durante la dominazione napoleonica.
La discendenza maschile di Baldassarre Biassa continuò a fiorire alla Spezia, dove mantenne sempre una distinta posizione sociale, ed ebbe frequenti contatti con il ceto ascritto, ma contemporaneamente dovette affrontare numerose difficoltà, sia interne alla famiglia per divergenze ereditarie, sia nei confronti delle Comunità che non volevano riconoscere più loro privilegi di esenzioni fiscali, sia con
l'autorità religiosa che negò il giuspatronato della famiglia sulla chiesa di Santa Maria della Spezia.

## Discendenza

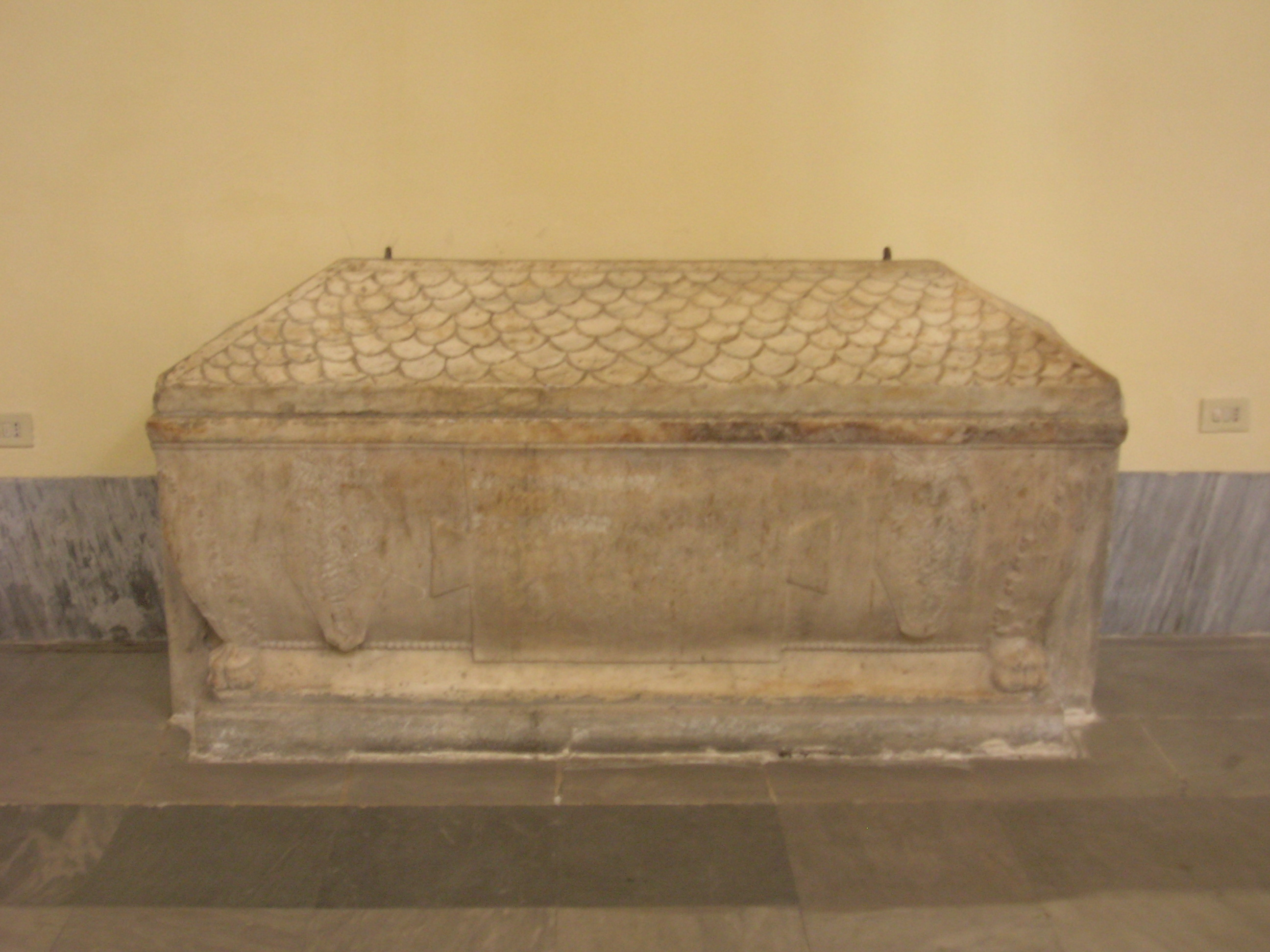
Tomba di Baldassarre Biassa e di Francesca Malaspina di Mulazzo
La Spezia, Chiesa di S.Maria Assunta

Dalla moglie Francesca Malaspina di Mulazzo ebbe sei figli:
- Giovanni
- Antonio
- Susanna, sposata a Gregorio Rivarola
- Caterina, sposata a Ottaviano Ravaschieri dei conti di Lavagna
- Pelota, sposata a Vincenzo Ravaschieri dei conti di Lavagna
- Tomasina, sposata a Pellegro Bernabò

Rimasto vedovo, sposò Caterina Martinengo di Pavia, da cui ebbe la figlia Francesca.
Da una ignota ebbe anche Giulio, figlio naturale legittimato nel testamento.